# Noya (Gabón)
Noya  es un departamento de la provincia de Estuaire, occidente de Gabón. La capital del departamento es Cocobeach. En 2012 contaba con 6.268 habitantes

## Geografía
Limita al suroeste con el Departamento de Komo-Mondah y al sureste con el Departamento de Komo. Al norte limita con la Provincia de Litoral, Guinea Ecuatorial.

## Subdivisiones
- Bogofala[3]
- Cocobeach[4]
- Milembié[5]